# Dolní Beřkovice
Dolní Beřkovice település Csehországban, a Mělníki járásban. Dolní Beřkovice Mělník, Liběchov, Hořín, Horní Počaply, Cítov és Býkev településekkel határos. Lakosainak száma 1588 fő (2024. január 1.).

## Népesség
A település lakosságának változását az alábbi diagram mutatja:
| Lakosok száma | 1368 | 1660 | 1703 | 1503 | 1465 | 1308 | 1448 | 1503 | 1546 | 1588 |
|               | 1869 | 1890 | 1921 | 1950 | 1980 | 2001 | 2017 | 2019 | 2022 | 2024 |